# Велень (Зетрень, Вилча)
Велень, Велені (рум. Văleni) — село у повіті Вилча в Румунії. Входить до складу комуни Зетрень.
Село розташоване на відстані 183 км на захід від Бухареста, 55 км на південний захід від Римніку-Вилчі, 51 км на північ від Крайови.

## Населення
За даними перепису населення 2002 року у селі проживали 129 осіб, усі — румуни. Усі жителі села рідною мовою назвали румунську.